# Liste der Biografien/Dien
Liste der Biografien |
Portal Biografien |
Personensuche
# |
A |
B |
C |
D |
E |
F |
G |
H |
I |
J |
K |
L |
M |
N |
O |
P |
Q |
R |
S |
T |
U |
V |
W |
X |
Y |
Z |
?
 
Da |
Db |
Dc |
Dd |
De |
Dg |
Dh |
Di |
Dj |
Dk |
Dl |
Dm |
Dn |
Do |
Dq |
Dr |
Ds |
Du |
Dv |
Dw |
Dy |
Dz
 
Dia |
Dib |
Dic |
Did |
Die |
Dif |
Dig |
Dih |
Dij |
Dik |
Dil |
Dim |
Din |
Dio |
Dip |
Diq |
Dir |
Dis |
Dit |
Diu |
Div |
Diw |
Dix |
Diy |
Diz
 
Dieb |
Diec |
Died |
Dief |
Dieg |
Dieh |
Diek |
Diel |
Diem |
Dien |
Diep |
Dier |
Dies |
Diet |
Dieu |
Diev |
Diew |
Diez
Die Liste der Biografien führt alle Personen auf, die in der deutschsprachigen Wikipedia einen Artikel haben. Dieses ist eine Teilliste mit 112 Einträgen von Personen, deren Namen mit den Buchstaben „Dien“ beginnt.

## Dien
- Dien, Raymonde (1929–2022), französische Politikerin (PCF), Stenotypistin

### Diena
- Diena, Emilio (1860–1941), italienischer Jurist und Philatelist

### Dienb
- Dienbauer, Josef (1898–1986), österreichischer Politiker (ÖVP), Landtagsabgeordneter
- Dienberg, Thomas (* 1964), deutscher Theologe

### Diend
- Dienda, Elma (* 1964), namibische Politikerin und Lehrerin
- Diendéré, Gilbert, burkinischer General
- Diendorfer, Christian (* 1957), österreichischer Komponist
- Diendorfer, Christian (* 1974), österreichischer Moderator und Sportreporter beim Österreichischen RundfunkChristian Diendorfer (* 1974)

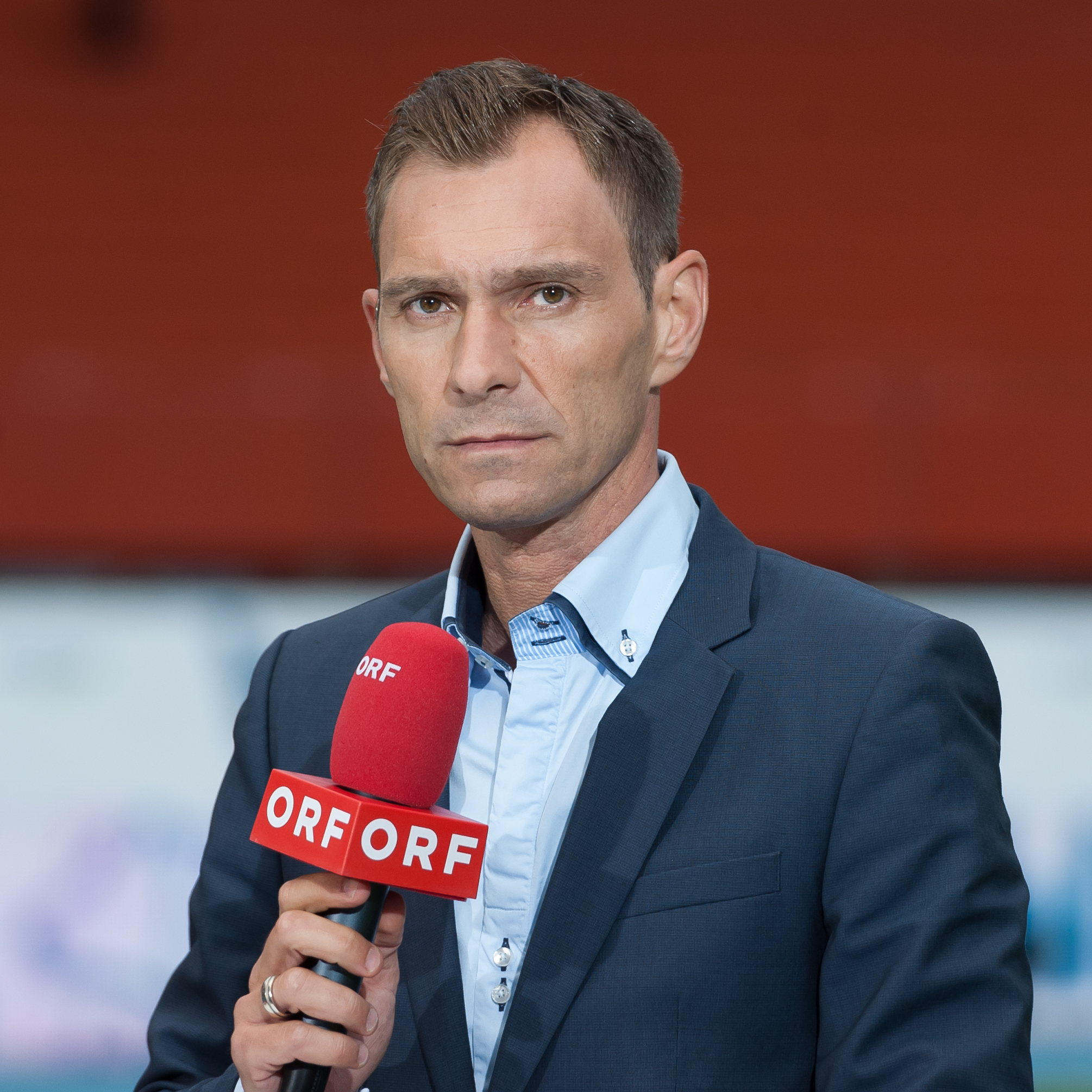
Christian Diendorfer (* 1974)

- Diendorfer, Johann Evangelist (1833–1909), deutscher Geistlicher, Lehrer und Politiker, MdR

### Diene
- Diène, Doudou (* 1941), senegalesischer UN-Sonderberichterstatter für Rassismus, Fremdenfeindlichkeit und Diskriminierung
- Dienel, Christiane (* 1965), deutsche Politikerin (SPD), Staatssekretärin in Sachsen-Anhalt
- Dienel, Hans-Liudger (* 1961), deutscher Technikhistoriker
- Dienel, Otto (1839–1905), deutscher Organist und Komponist
- Dienel, Peter (1923–2006), deutscher Theologe und emeritierter Professor für Soziologie
- Dienel, Thomas (* 1961), Neonazi
- Dienelt, Herbert (1938–2024), deutscher Fußballspieler und -trainer
- Dienelt, Klaus (* 1964), deutscher Jurist
- Dienelt, Wolfgang (* 1961), deutscher Fußballspieler
- Dienemann, Max (1875–1939), deutscher Rabbiner, Publizist und Philologe
- Dienemann, Wilhelm (1891–1966), deutscher Geologe
- Diener, Alfred (1927–1953), deutscher Schlosser, Opfer des Aufstands vom 17. Juni 1953 in der DDR
- Diener, Andrea (* 1974), deutsche Journalistin, Redakteurin, Autorin, Fotografin und Podcasterin
- Diener, Anina, deutsche Szenenbildnerin und Kostümbildnerin
- Diener, Bernd (* 1959), deutscher Motorrad-Bahnrennfahrer
- Diener, Christian (1937–2016), deutscher Grafiker und Art Director
- Diener, Christian (* 1964), deutscher Jazzmusiker (Bass)
- Diener, Christian (* 1993), deutscher Schwimmer
- Diener, Drake (* 1981), US-amerikanischer Basketballspieler
- Diener, Ed (1946–2021), US-amerikanischer Psychologe
- Diener, Franz (1849–1879), deutscher Geiger, Komponist und Opernsänger (Bariton, Tenor)
- Diener, Franz (1901–1969), deutscher Schwergewichtsboxer
- Diener, Georg Walter (1891–1987), deutscher Germanist, Historiker, Volkskundler und Lehrer
- Diener, Gertrude (1912–1988), österreichische Bildhauerin und Malerin
- Diener, Gottfried (1907–1987), deutscher Goetheforscher und Gymnasiallehrer
- Diener, Gottfried (1926–2015), Schweizer Bobfahrer und Sportfunktionär
- Diener, Hans-Christoph (* 1951), deutscher Neurologe
- Diener, Harald (1948–1994), deutscher Fußballspieler und -trainer
- Diener, Hermann (1925–1988), deutscher Historiker und Diplomatiker
- Diener, Jens (* 1980), deutscher politischer Beamter
- Diener, Karl (1862–1928), österreichischer Geologe, Paläontologe und Alpinist
- Diener, Marcus (1918–1999), Schweizer Architekt und Gründer des Architekturbüros Diener & Diener
- Diener, Melanie (* 1967), deutsche Opern- und Oratoriensängerin (Sopran)
- Diener, Michael (* 1962), deutscher evangelischer Theologe, Präses des Evangelischen Gnadauer Gemeinschaftsverbandes
- Diener, Nelly (1912–1934), erste Flugbegleiterin der Swissair und Europas
- Diener, Peter (* 1929), deutsch-schweizerischer Bergsteiger, Erstbesteiger des DhaulagiriPeter Diener (* 1929)

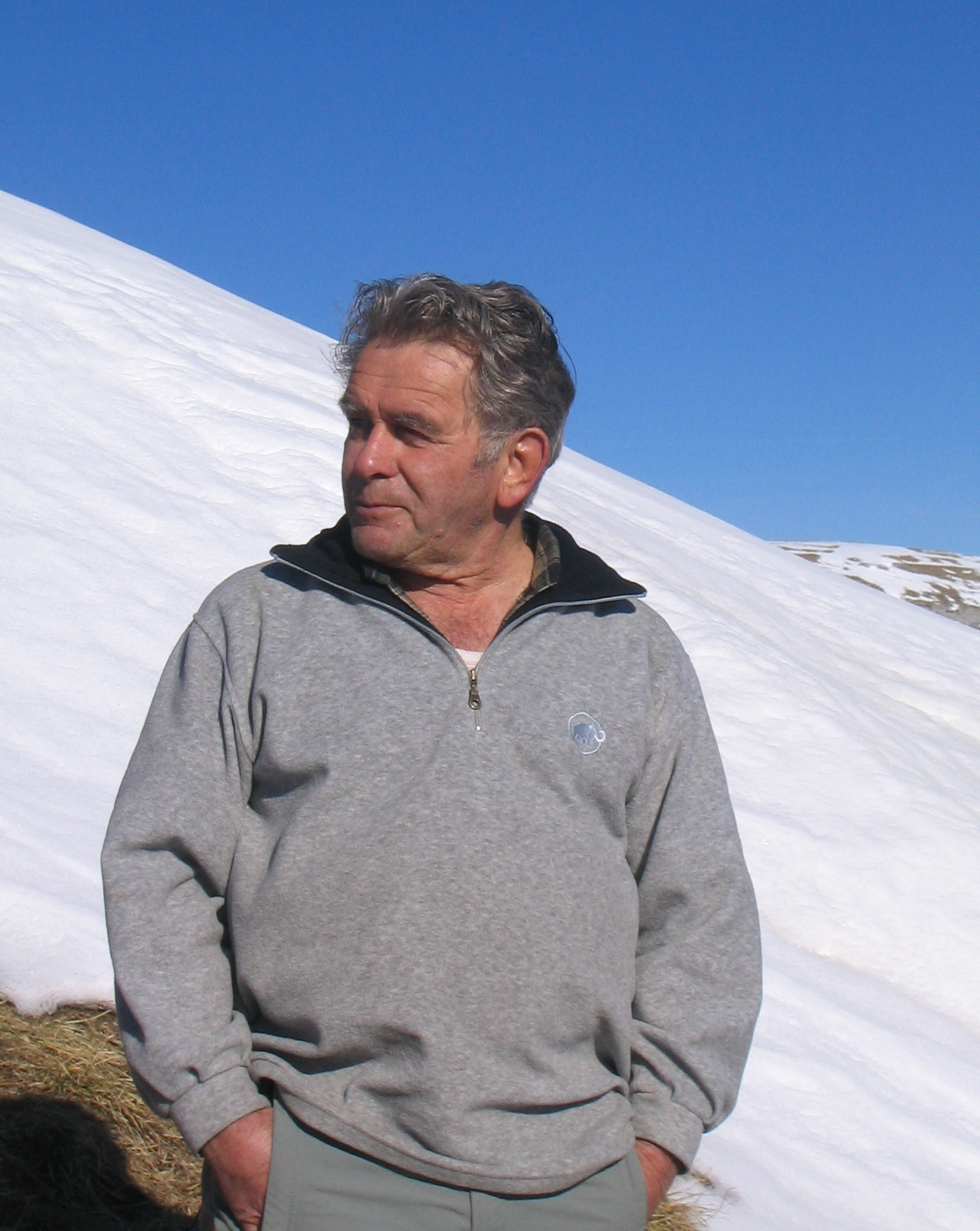
Peter Diener (* 1929)

- Diener, Roger (* 1950), Schweizer Architekt und Universitätsprofessor
- Diener, Rolf (1906–1988), deutscher Maler, Zeichner und Grafiker
- Diener, Theodor (1908–1983), Schweizer Kirchenmusiker und Komponist
- Diener, Theodor O. (1921–2023), schweizerisch-US-amerikanischer Pflanzenpathologe
- Diener, Thomas (* 1963), deutscher Politiker (CDU), MdL
- Diener, Travis (* 1982), US-amerikanisch-italienischer Basketballspieler
- Diener, Verena (1949–2024), Schweizer PolitikerinVerena Diener (1949–2024)

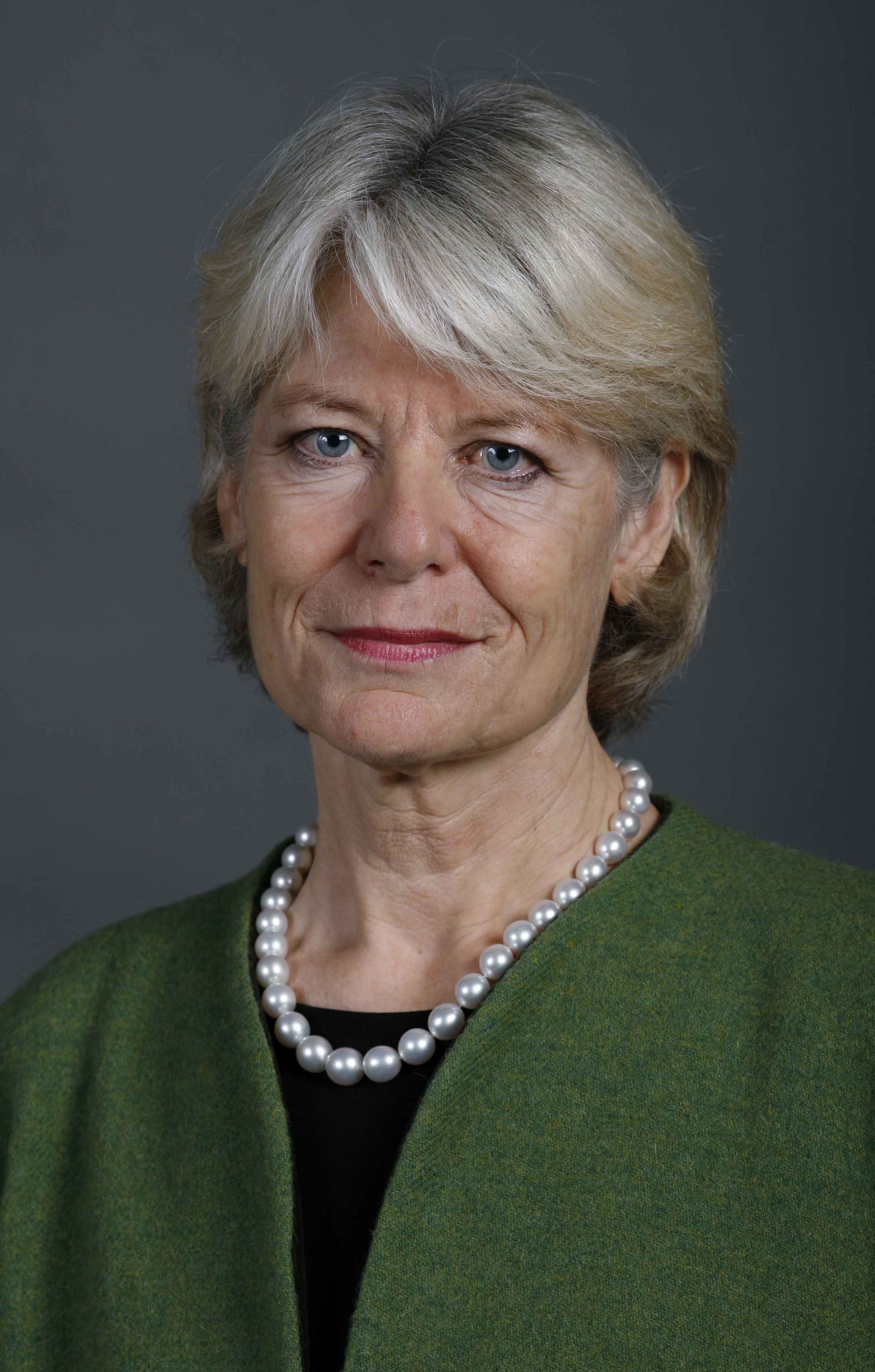
Verena Diener (1949–2024)

- Diener-Dénes, Rudolf (1889–1956), ungarischer Maler
- Dienert, Franz, deutscher Fußballspieler
- Dienes, András (* 1974), ungarischer Fußballspieler
- Dienes, André de (1913–1985), ungarischer Fotograf
- Dienes, Zoltan (1916–2014), ungarischer Mathematikdidaktiker und Autor
- Dienesch, Marie-Madeleine (1914–1998), französische Politikerin, Mitglied der Nationalversammlung
- Dienewald, Rolf (* 1941), deutscher Schauspieler, Moderator, Regisseur und Autor
- Dienewald, Steffen (* 1944), deutscher Radrennfahrer

### Dieng
- Dieng, Adama (* 1950), senegalesischer Jurist
- Dieng, Aliou (* 1997), malischer Fußballspieler
- Dieng, Bamba (* 2000), senegalesischer Fußballspieler
- Dieng, Boubout (* 1961), mauretanischer Leichtathlet
- Dieng, Cheikhou (* 1993), senegalesischer Fußballspieler
- Dieng, Farba (* 1993), französischer Filmschauspieler
- Dieng, Fatou (* 1983), mauretanische Leichtathletin
- Dieng, Gorgui (* 1990), senegalesischer Basketballspieler
- Dieng, Ousmane (* 2003), französischer Basketballspieler
- Dieng, Ousmane Tanor (1947–2019), senegalesischer Politiker
- Dieng, Seny (* 1994), senegalesischer Fußballspieler
- Dieng-Kuntz, Rose (1956–2008), senegalesische Informatikerin
- Dienger, Joseph (1818–1894), deutscher Mathematiker und Autor

### Dienh
- Dienhart, Ewald (1902–1987), deutscher Nationalsozialist
- Dienheim, Eberhard von († 1610), Bischof von Speyer

### Dieni
- Diening, Manuela (* 1992), deutsche Para-Ruderin

### Diens
- Diens (* 1978), Schweizer Rapper und Musikproduzent
- Dienst, Annemoon van (* 2003), niederländische Radrennfahrerin
- Dienst, Gottfried (1919–1998), Schweizer Schiedsrichter
- Dienst, Heide (* 1939), österreichische Historikerin
- Dienst, Karl (1930–2014), deutscher evangelischer Theologe und Historiker
- Dienst, Klaus-Peter (1935–1982), deutscher Maler, Graphiker, Kalligraph und Kunsterzieher
- Dienst, Marvin (* 1997), deutscher Automobilrennfahrer
- Dienst, Paul (1881–1939), deutscher Geologe und Paläontologe
- Dienst, Paul (1883–1945), deutscher Maler
- Dienst, Peter (1783–1856), nassauischer Politiker
- Dienst, Robert (1928–2000), österreichischer Fußballspieler und -trainerRobert Dienst (1928–2000)

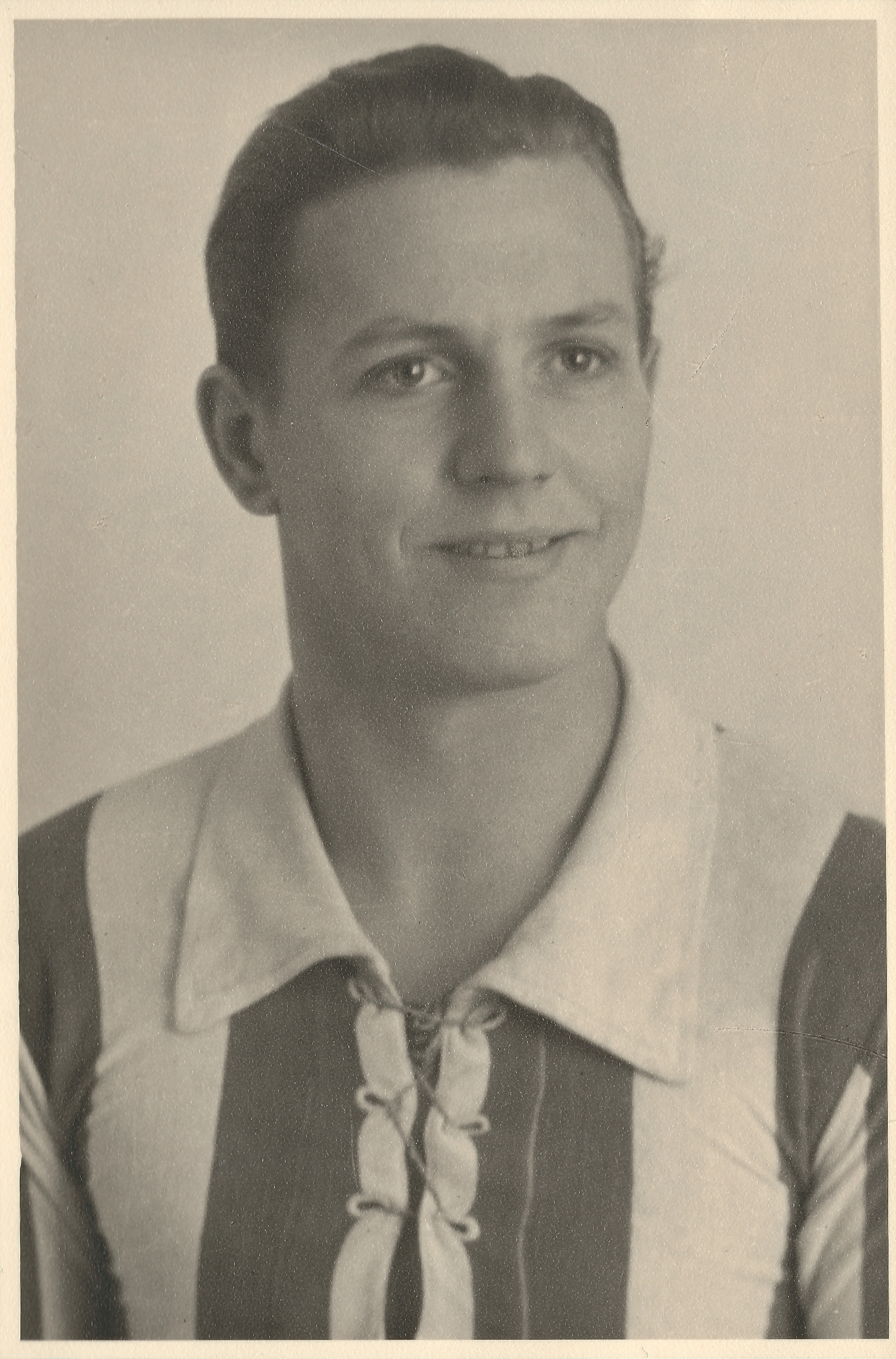
Robert Dienst (1928–2000)

- Dienst, Rolf-Gunter (1942–2016), deutscher Maler, Grafiker, Kunstkritiker, Buchautor und Publizist
- Dienstag, Paul (1885–1945), deutscher Rechtswissenschaftler und Rechtsanwalt
- Dienstbach, Carl (1870–1956), deutscher Musiker, Journalist und Erfinder
- Dienstbach, Karl (1900–1977), deutscher Kommunist, DDR-Funktionär und Volkspolizist
- Dienstbach, Oskar (1910–1945), deutscher Arzt und SS-Führer
- Dienstbach, Paul (* 1980), deutscher Ruderer
- Dienstbach, Wilhelm Martin (1873–1957), deutscher Lehrer und Heimatforscher
- Dienstbeck, Stefan (* 1981), deutscher evangelischer Theologe
- Dienstbier, Jiří (1937–2011), tschechischer Politiker und Journalist
- Dienstbier, Jiří (* 1969), tschechischer Politiker, Mitglied des Abgeordnetenhauses
- Dienstl, Betty (* 1864), österreichische Kinderdarstellerin und Theaterschauspielerin
- Dienstl, Erika (* 1930), deutsche Sportfunktionärin, Präsidentin des Deutschen Fechter-Bundes
- Dienstl, Ignaz (1883–1948), österreichischer Politiker (SDAP), Landtagsabgeordneter
- Dienstleder, Alois (1885–1946), österreichischer Politiker (CS, VF, ÖVP), Mitglied des Bundesrates

### Dient
- Dientzenhofer, Christoph (1655–1722), deutscher Baumeister des Barock
- Dientzenhofer, Georg († 1689), deutscher Baumeister des Barock
- Dientzenhofer, Johann (1663–1726), bayerischer Baumeister der Barockzeit
- Dientzenhofer, Justus Heinrich (1702–1744), deutscher Baumeister der Barockzeit
- Dientzenhofer, Kilian Ignaz (1689–1751), Baumeister des böhmischen BarockKilian Ignaz Dientzenhofer (1689–1751)

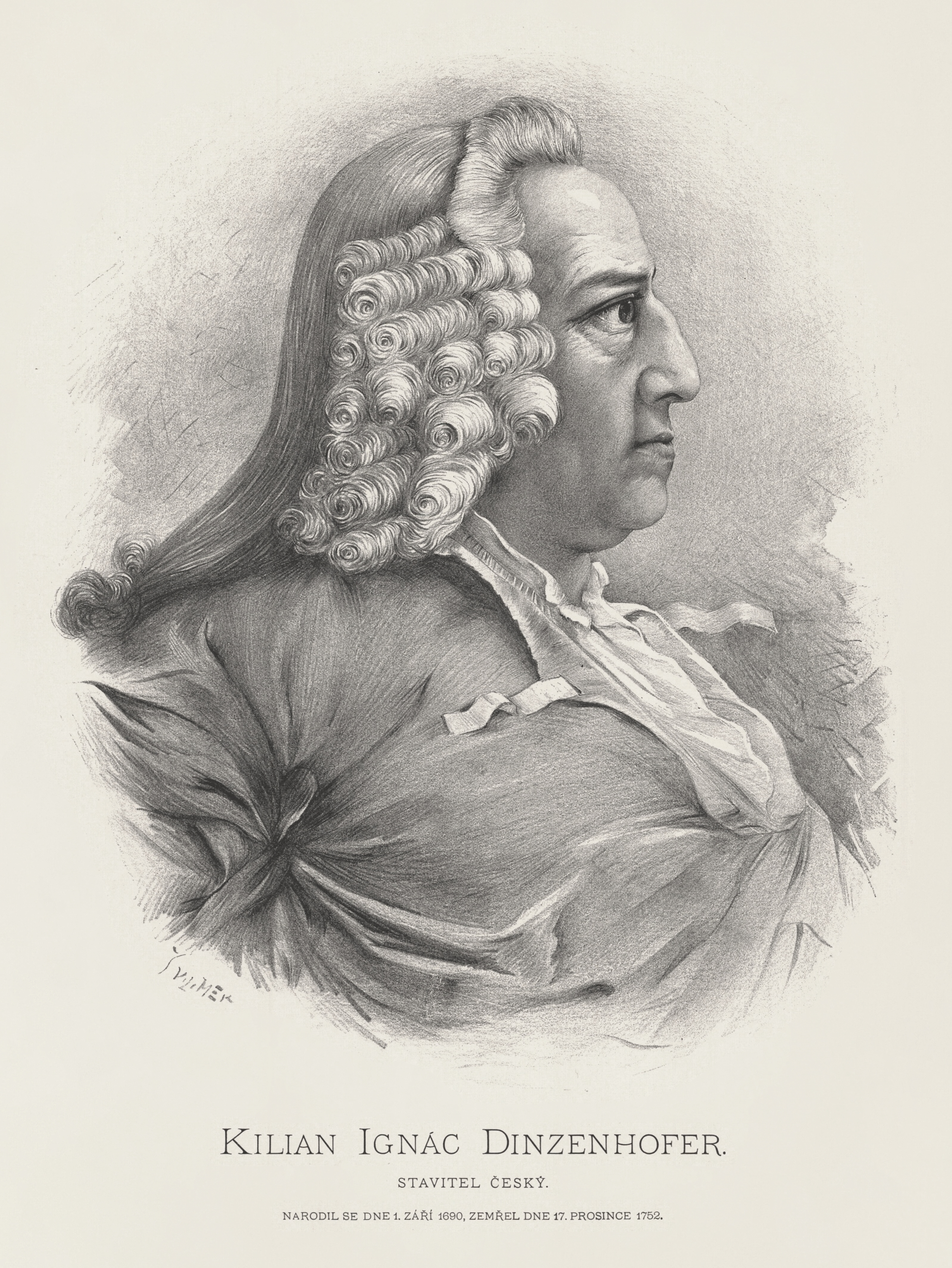
Kilian Ignaz Dientzenhofer (1689–1751)

- Dientzenhofer, Leonhard (1660–1707), deutscher Baumeister und Architekt
- Dientzenhofer, Wenzel (1750–1805), Jesuit, Rechtsgelehrter und Geschichtsforscher
- Dientzenhofer, Wolfgang (1648–1706), deutscher Baumeister des Barock

### Dieny
- Dienys, Vincentas (1936–2022), litauischer Physiker und Politiker

### Dienz
- Dienz, Christof (* 1968), österreichischer Musiker und Komponist
- Dienz, Herm (1891–1980), deutscher Maler und Grafiker